# دوروة (سبيدار)
دوروة (بالفارسية: دوروه) هي قرية تقع في إيران في قسم سبیدار الريفي. يقدر عدد سكانها بـ 19 نسمة بحسب إحصاء 2016.